# Narcissus albimarginatus
Narcissus albimarginatus, vrsta sunovrata, marokanski endem
Cvate u proljeće žutim cvjetovima sa bijelim obrubom zbog čega je latinski nazvan albimarginatus,  “bijelo obrubljen”.